# Людвиг, Клаус
Кла́ус Карл Лю́двиг (нем. Klaus Karl Ludwig; род. 5 октября 1949, Бонн) — немецкий автогонщик, трёхкратный победитель гонки «24 часа Ле-Мана».

## Биография
Клаус Людвиг родился в Бонне 5 октября 1949 года. Он никогда не выступал на машинах с открытыми колесами, за исключением нескольких тестов, и прославился исключительно в кузовных гонках, за успехи в которых был прозван «Королём Клаусом»!

## Карьера
Клаус Людвиг дважды становился чемпионом ДРМ, в 1979 и 1981 годах, оба раза за разные марки. В первый раз он победил на Porsche 935, на которой в том же году одержал сенсационную победу в 24 часах Ле-Мана, когда в условиях дождя опередил мощные специальные прототипы, такие как Porsche 936. В 1981 году он одержал победу в ДРМ уже с Форд Капри Турбо.
После перехода ДРМ на регламент группы С, он перешёл в длинные гонки, и дважды, в 1984 и 1985 годах, победил в 24 часах Ле-Мана, выступая за Joest Racing на Порше 956 под № 7. После гибели Манфреда Винкельхока и Штефана Беллофа Людвиг счел гонки спортпрототипов слишком опасными и перешёл в кузовные гонки.
В 1987 году он дебютировал в WTCC за Форд и финишировал по итогам сезона в 1 очке от чемпиона Роберто Равалья на БМВ. После этого он перешёл в ДТМ, где, выступая тоже за Форд, с первой попытки взял титул. Своё достижение он повторил с Мерседесом в 1992 и 1994 годах, став ведущим пилотом штутгартской марки, и самым титулованным гонщиком ДТМ (в 2003 году Бернд Шнайдер опередил его по количеству титулов), пока не перешёл в Опель в 1995 году.

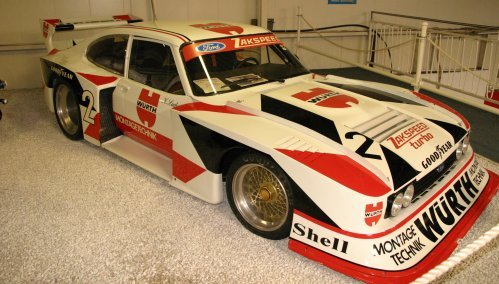
Форд Капри группы 5, который пилотировал Клаус Людвиг за Цакспид, Автомобильный Технический Музей в Синхейме, Германия

После гибели ДТМ он вернулся в гонки GT в 1997 году и выиграл титул в Чемпионате ФИА ГТ в 1998 году, вместе с Берндом Шнайдером, управляя Мерседес-CLK-LM. Однако на следующий год он не стал продолжать, а покинул серию, выступив в 24 часах Нюрбургринга на Додж Вайпер команды Цакспид, и выиграв эту знаменитую гонку третий раз.
В 2000 году, с возрождением серии ДТМ, в неё вернулся и Людвиг, однако после 1 сезона вновь ушёл, несмотря на победу в Заксенринге. Всего Клаус провел 217 гонок в ДТМ, в 36 из которых победил, являясь вторым по этом показателю.
До сих пор Людвиг продолжает выступать время от времени в различных кольцевых соревнованиях, как например 24 часах Нюрбургринга. В 2005 году он едва не выиграл эту гонку вновь, на Порше 996 с Кристаном Абтом и братьями Альцен, финишировав вторым, в круге от победителей. В 2008 году он принял участие в малайзийском этапе новой серии SpeedCar.
Также Клаус Людвиг комментирует гонки ДТМ на немецком телевидении и работает в Академии гоночного мастерства AMG, где преподает основы спортивной езды владельцам суперкаров Mercedes SLR McLaren.

## Титулы
- Победы в 24 часах Ле-Мана — 1979, 1984, 1985
- Победы в 24 часах Нюрбургринга — 1982, 1987, 1999
- Победы в 12 часах Себринга — 1988
- Чемпион ДРМ — 1979, 1981
- Чемпион ДТМ — 1988, 1992, 1994
- Чемпион ФИА ГТ — 1998